# حزب العمل الإسرائيلي
حزب العمل الإسرائيلي (بالعبرية: מפלגת העבודה הישראלית) حزب يساري علماني، وأحد الأحزاب الرئيسية في إسرائيل، وأكثرها وصولا للسلطة.  تأسس عام 1930 من مجموعة من الاتحادات ذات الطابع الاشتراكي تحت اسم ماباي. سيطر منذ بداياته على الهستدروت والحركة الصهيونية العالمية، ونشأت تحت مظلته منظمتي الهاجاناه والبالماخ اللتان كانتا نواة الجيش الإسرائيلي بعد قيام دولة إسرائيل.

## الرؤية الفكرية والسياسية للحزب
يتبنى حزب العمل سياسات أكثر ميلاً للاشتراكية المختلطة بعناصر ليبرالية. وينادي بتسوية سلمية مع الفلسطينيين والعرب، تؤدي إلى انهاء الصراع وإقامة دولتان قوميتان للشعبين الفلسطيني والإسرائيلي، على أن تقرر الحدود بين الدولتين في المفاوضات بينهما. فيما يخص الكتل الإستيطانية في الضفة الغربية، يؤيد الحزب إبقاء الكتل ذات الكثافة السكانية اليهودية العالية تحت السيادة الإسرائيلية، وإخلاء المستوطنات التي لا تقع ضمن الكتل الإستيطانية التي سيجرى ضمها إلى إسرائيل بناءاً على تسوية، كما ويعد الحزب بتعويض المستوطنين وفقاً لمبدأ بدل البيت.
ينص برنامج الحزب على أن القدس، بأحيائها اليهودية هي العاصمة الأبدية لدولة إسرائيل. أما في الأحياء الأخرى، في البلدة القديمة وحوض القدس، فيطرح الحزب تطبيق نظام خاص يعبر عن خصوصية المكان بالنسبة إلى الأديان الثلاثة، مع إبقاء الأماكن المقدسة اليهودية تحت الحكم الإسرائيلي. ويسعى حزب العمل من أجل نيل الاعتراف الدولي بالقدس كعاصمة لإسرائيل.
يشترط الحزب ضمان التزام السلطة الفلسطينية في المحافظة على الأمن والإستقرار في أي تسوية سلمية، ويشدد على أن إسرائيل لن تخلي أي مناطق من دون ضمان أمن مواطنيها.

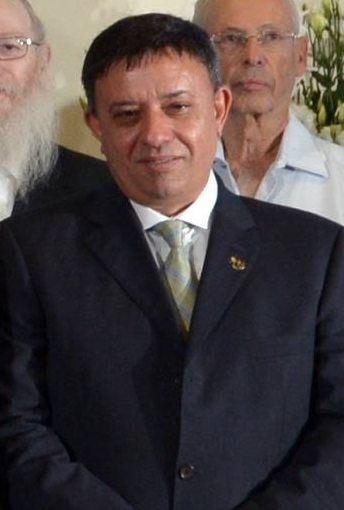
زعيم الحزب آفي غباي

يؤمن الحزب بضرورة وضع مخطط لسلام إقليمي شامل، من خلال التعامل مع المبادرة السعودية كأساس للمفاوضات الرامية إلى تسوية النزاع بين إسرائيل والدول العربية. وبالتوصل إلى حل لمشكلة اللاجئين عبر تسوية منطقية، بمشاركة الدول العربية والمجتمع الدولي، لكن دون منحهم حق العودة.
كما ويؤمن الحزب بضرورة حل النزاع مع سوريا عبر اتفاق سلام يستند إلى تنازلات إقليمية وتسويات أمنية، في مقابل تعهد سوريا بإحداث تغيير جوهري في سياستها الإقليمية، وبتطبيع علاقاتها مع إسرائيل بشكل كامل. وسيتعين على سوريا التقدم عن تقديم المساعدات للدول والمنظمات التي يرى فيها الحزب تهدد بقاء إسرائيل. ويطرح الحزب اشتمال الإتفاق مع سوريا اتفاقاً مع لبنان يؤدي إلى سلام شامل.
يعتبر حزب العمل إيران تهديداً مركزياً يهدد سلام العالم واستقرار المنطقة، ويشكل خطراً محتملاً على بقاء دولة إسرائيل. ويعمل الحزب على عزل إيران دولياً بالكامل، وإزالة تهديدها النووي.

## تاريخ الحزب

### التأسيس

#### فترة ماباي
تعود جذور حزب العمل إلى مطلع القرن العشرين وبخاصة مع تفاعلات موجة الهجرة الثانية لليهود إلى فلسطين (1905-1914)، إذ تشكل في فلسطين في تلك الفترة حزبي هابوعيل هاتسعير وبوعالي تسيون (عمال صهيون). وفي عام 1919 اندمجت حركة بوعالي تسيون مع عناصر عمالية يسارية صهيونية ليكوّنوا حزب أحدوت هاعفودا (اتحاد العمال)، وهذا الأخير اتحد مع حزب حزب هابوعيل هاتسعير المنافس له في الهستدروت، ليكوّنا حزب عمال أرض إسرائيل (الماباي) عام 1930 تحت زعامة دافيد بن غوريون، الذي كان في ذلك الوقت سكرتيراً عاماً للهستدروت.

تمتع الحزب الجديد بأغلبية ساحقة في الهستدروت، واستطاع السيطرة على المنظمة الصهيونية العالمية، وعلى أكبر المنظمات الصهيونية العسكرية في فلسطين: الهاجاناه والبالماخ. وحدد أهدافه في مؤتمره التأسيسي على النحو التالي: «التفاني في بعث شعب إسرائيل على أرضه، كشعب عامل متحرر ومتساوي الحقوق، يضرب جذوره في جميع المجالات الزراعية والصناعية، ويطور ثقافته وتراثه العبري».

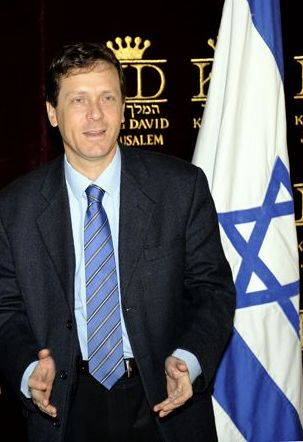
زعيم الحزب السابق إسحاق هرتزوغ

وعلى الرغم من انضواء هذه التيارات الثلاثة تحت الماباي، والتزامها بسياسته، إلا أن الحزب شهد محاولات لإقامة محور يساري داخله، فظهرت بوادر كتلة معارضة لقيادة الماباي، انتمى معظمها إلى تيار الكيبوتز الموحد، بقيادة يتسحاق تابنكين، ائتلفت مع فرع الحزب في تل أبيب وأسست «كتلة ب» في الماباي. شكل تيار الكيبوتز الموحد الجناح اليساري في حزب المباي، متهماً إياه بالتنازل عن نضاله، لصالح نشاطات أخرى، كما واعترض على السياسة الخارجية للحزب، وطالب بإعادة الديمقراطية إلى مؤسساته المختلفة.
لكن دستور حزب الماباي، الذي أقره مؤتمر الحزب عام 1942، رفض وجود كتل داخلية ضمن الحزب، ما دفع حزب أحدوت هاعفودا للانفصال عن الماباي عام 1944، ليشارك في انتخابات الهستدروت تحت إسمه، تبعه انشقاق آخر من قبل اتحاد عمال صهيون عام 1946.

#### حزب العمل
في عام 1965 أدى خلاف داخل الماباي بين بن غوريون، مدعوماً من كتلة الشباب في الحزب ممثلة بموشيه دايان وشمعون بيريز، وبين الرعيل القديم من الحزب وعلى رأسهم ليفي أشكول وجولدا مائير بسبب فضيحة لافون، وقضية التحالف مع حزب أحدوت هاعفودا-بوعالي تسيون، استعداداً لانتخابات الكنيست السادس عام 1965، إلى انسحاب بن جوريون وأنصاره من الماباي بعد هزيمتهم في انتخابات اللجنة المركزية للحزب، وأعلنوا عن تشكيل حزب عمالي جديد أطلقوا عليه اسم قائمة عمال اسرائيل (رافي).
أسفرت حرب 1967 عن إعادة طرح فكرة توحيد الأحزاب العمالية، وذلك بعدما تسربت معلومات حول وجود مفاوضات ائتلافية تجري خلف الكواليس بين حزب رافي وتجمع غاحل ذو التوجهات اليمينية، إضافة إلى أن الأغلبية في حزب رافي، بخلاف بن غوريون، أيدوا الاندماج مع ماباي.
في 21 يناير 1968 عقد مؤتمر ضم الأحزاب العمالية الثلاثة: ماباي، رافي وأحدوت هاعفودا؛ أعلن فيه عن تأسيس حزب العمل. وتم توقيع وثيقة للحزب الموحد من قبل جولدا مائير، الأمين العام لحزب ماباي، وإسرائيل جاليلي، السكرتير العام لحزب أحدوت هاعفودا، وشمعون بيريز، السكرتير العام لحزب رافي.
سمي حزب العمل في المدة من 1965 حتى 1968 بتجمع المعراخ (أي التحالف) لائتلافه حزبياً مع حزب المابام، لكنه استعاد اسم حزب العمل عام 1968. وعاد ليسمى المعراخ في الفترة ما بين 1969 حتى 1984، ليسترد اسم حزب العمل من جديد عام 1984.

### المسيرة السياسية
كان الحزب هو الحزب الحاكم في إسرائيل بين الأعوام 1948 و1977 وبين الأعوام 1992 و1996 وبين الأعوام 1999 و2001، كما كان جزءا من حكومة ائتلافية مع ابلاتنة وزلليكود بين العامين 1984 و1990. ومن أبرز قادته الجدد كان إيهود باراك والذي اندلعت في أثناء رئاسته للوزراء انتفاضة الأقصى الفلسطينية.